# Blauw oog

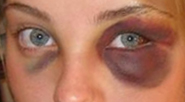
Blauw oog

Een blauw oog wordt zo genoemd, omdat het gedeelte rond het oog blauw, paars of zelfs zwart kleurt ten gevolge van geweld waarbij de ruimte van de oogkas geraakt wordt. Deze ruimte bevat haarvaten die fragiel zijn. Bij een sterke aanraking kunnen de vaatjes scheuren, waardoor bloed in het weefsel lekt. Dit bloed ondervindt in het losse bindweefsel rond het oog weinig weerstand en kan zich makkelijk rondom het oog verspreiden.
Het is niet altijd makkelijk bij een blauw oog de ernst van het onderliggend letsel te beoordelen: het kan om een lichte kneuzing gaan maar ook om een gebroken neus of oogkasrand of om een blow-outfractuur van de orbita (oogkas). Zeker als de getroffene dubbel ziet of niet goed kan zien met het getroffen oog, of als de neus gebroken zou kunnen zijn dient het letsel door een arts te worden beoordeeld.
Is er geen letsel van het oog zelf of van de botten eromheen dan zal het blauwe oog in de loop van 1-2 weken vanzelf genezen, daarbij blauwe, groene en gele verkleuringsstadia tonend.

## Trivia
- In het Engelse taalgebied noemt men een blauw oog een black eye (zwart oog).
- Er is geen medische aanwijzing dat het opleggen van een biefstuk, anders dan door de koelende werking die een biefstuk uit de koelkast heeft, het genezingsproces versnelt.